# Administracions descentralitzades de Grècia
Les Administracions descentralitzades (en grec αποκεντρωμένες διοικήσεις, apokentroménes dioikíseis) són les divisions administratives de primer ordre de Grècia. Aquesta divisió va crear-se arran de l'entrada en vigor del programa Cal·lícrates l'any 2011, que va establir un nou sistema de divisions administratives en el país hel·lènic:
1r ordre: Administracions descentralitzades
2n ordre: Perifèries
3r ordre: Unitats perifèriques
4t ordre: Municipis
Basant-se en aquest programa, a les administracions descentralitzades se li van passer les competències de les perifèries que segons la Constitució Grega han de romandre sota control de l'estat central. El cap de l'administració tindrà el títol de secretari general i serà escollit pel govern central.
Les administracions es van formar ajuntant 2 o 3 regions, expecte per als casos d'Àtica i Creta, resultant en 7 administracions descentralitzades:
| Administracions. | - Administració d'Àtica, amb seu a Atenes. - Administració de Macedònia -Tràcia, amb seu a Tessalònica. - Administració de l'Epir-Macedònia Occidental, amb seu a Ioànnina. - Administració de Tessàlia-Grècia Central, amb seu a Làrissa. - Administració del Peloponès-Grècia Occidental-Illes Jòniques, amb seu a Patres. - Administració de l'Egeu, amb seu a El Pireu. - Administració de Creta, amb seu a Càndia. |

## Administració d'Àtica
- Seu: Atenes
- Regions: 1
- Secretari general: Ilias Liakopoulos

## Administració de Macedònia-Tràcia
- Seu: Tessalònica
- Regions: 2
- Secretari general: Thymios Sokos

## Administració d'Epir-Macedònia Occidental
- Seu: Ioànnina
- Regions:
- Secretari general:

## Administració de Tessàlia-Grècia Central
- Seu: Làrissa
- Regions: 2
- Secretari general: Popi Gerakoudi

## Administració del Peloponès-Grècia Occidental-Illes Jòniques
- Seu: Patres
- Regions: 3
- Secretari general: Manolis Angelakas

## Administració de l'Egeu
- Seu: El Pireu
- Regions: 2
- Secretari general: Fotis Hatzimichalis

## Administració de Creta
- Seu: Càndia
- Regions: 1
- Secretari general: Thanasis Karoutzos